# Ли Ган
Ли Ган (кит. упр. 李钢, пиньинь Li Gāng; 27 августа 1981, Далянь, Ляонин) — китайский футболист, полузащитник. В настоящее время выступает за команду первой лиги «Ухань Чжоэр».

## Карьера

### Шанхай
Ли Ган начал профессиональную карьеру в 2002 году, выступая за местную команду «Далянь Сайдэлун», которая выступала во втором дивизионе. Игрок достаточно быстро попал в основу команды, сыграв в 23 играх клуба в сезоне 2003 года. В дальнейшем игрок вместе с командой переехал в Шанхай, а команда была переименована и стала называться «Шанхай Юнайтед». По итогам сезона 2004 года клуб добился повышения в классе, заняв в розыгрыше первой лиги второе место и получил возможность выступать в Суперлиге. Ли Ган был частью команды, которая финишировала 11-й. Однако, перед началом сезона 2007 года «Шанхай Юнайтед» был объединён с «Шанхай Шэньхуа», а игрокам пришлось столкнуться с серьёзной конкуренцией.
В «Шанхай Шэньхуа» Ли Ган дебютировал 7 марта 2007 года в игре против ФК «Сидней» в матче группового этапа Лиги чемпионов Азии. Дебют вышел неудачным — его команда проиграла со счётом 2-1. С бывшим тренером «Шанхай Юнайтед» Освальдо Хименесем, который начал тренировать новую команду, Ли Ган получил больше игровой практики и стал игроком основы даже несмотря на то, что команда стала больше. Игрок принял участие в 15 матчах регулярного сезона, а также выступал на Кубке чемпионов Восточной Азии 2007 года, в розыгрыше которого его команда победила. В начале сезона 2008 года на пост главного тренера вернулся У Цзиньгуй, а Ли Ган потерял доверие и выходил на поле всего пять раз.

### Чэнду Блэйдс
После неудачного сезона, когда игрок не проходил в основной состав, «Шанхай» отпустил его в аренду в «Чэнду Блэйдс» на сезон 2009 года. В новом клубе игрок закрепился, сыграл в 10 матчах чемпионата. Перед началом сезона 2010 года было установлено, что «Чэнду» несколько лет назад принимал участие в договорных матчах, а команда была наказана и потеряла место в высшем дивизионе. Несмотря на это, Ли Ган решил перейти в «Чэнду», сыграл в 17 матчах, а по итогам сезона 2010 года команда заняла второе место и вновь вернулась в Суперлигу. В сезоне 2011 года Ли стал капитаном команды, однако клуб выступал неудачно и по итогам розыгрыша вновь потерял место в высшем дивизионе.

## Ухань Чжоэр
В 2012 году Ли Ган на правах свободного агента перешёл в клуб первой лиги «Ухань Чжоэр».

## Достижения
Шанхай Шэньхуа
- Обладатель Кубка чемпионов Восточной Азии : 2007